# Lord Luogotenente di Tower Hamlets
Questo è un elenco delle persone che hanno prestato servizio come Lord Luogotenente di Tower Hamlets.

## Storia
La carica di Lord Luogotenente di Tower Hamlets venne creata nel 1660 con la restaurazione monarchica in Inghilterra. Il titolo generalmente venne ricoperto dal Conestabile della Torre di Londra. La carica venne mantenuta sino al 1889 quando venne assorbita nelle funzioni del Lord Luogotenente della Contea di Londra.

## Lord luogotenenti di Tower Hamlets
- Sir John Robinson, I baronetto 3 ottobre 1660 – 1675
- James Compton, III conte di Northampton 30 luglio 1675 – 1679
- William Alington, III barone Alington 8 giugno 1679 – 1º febbraio 1685
- George Legge, I barone Dartmouth 29 giugno 1685 – 1688
- Robert Lucas, III barone Lucas 8 aprile 1689 – 1702
- Montagu Venables-Bertie, II conte di Abingdon 29 giugno 1702 – 1705
- Algernon Capell, II conte di Essex 23 maggio 1706 – 1710
- Richard Savage, IV conte Rivers 5 febbraio 1710 – 18 agosto 1712
- George Compton, IV conte di Northampton 10 maggio 1712 – 1715
- Hatton Compton 26 luglio 1715 – 1717
- Charles Howard, III conte di Carlisle 21 ottobre 1717 – dicembre 1722
- Henry Clinton, VII conte di Lincoln 30 gennaio 1723 – 1725
- Charles Paulet, III duca di Bolton 19 giugno 1725 – 1726
- Henry Lowther, III visconte Lonsdale 24 novembre 1726 – 1731
- John Sidney, VI conte di Leicester 15 ottobre 1731 – 27 settembre 1737
- vacante
- Charles Cornwallis, I conte Cornwallis 30 maggio 1740 – 23 giugno 1762
- John Berkeley, V barone Berkeley di Stratton 26 luglio 1762 – 1770
- Charles Cornwallis, II conte Cornwallis 4 gennaio 1771 – 1784
- Lord George Lennox 12 marzo 1784 – 1784
- Charles Cornwallis, I marchese Cornwallis 26 novembre 1784 – 5 ottobre 1805
- Francis Rawdon-Hastings, I marchese di Hastings 24 febbraio 1806 – 28 novembre 1826
- Arthur Wellesley, I duca di Wellington 29 gennaio 1827 – 14 settembre 1852
- Stapleton Cotton, I visconte Combermere 20 ottobre 1852 – 21 febbraio 1865
- Sir John Fox Burgoyne, I baronetto 12 aprile 1865 – 7 ottobre 1871
- Sir George Pollock 20 novembre 1871 – 6 ottobre 1872
- Sir William Maynard Gomm 8 novembre 1872 – 15 marzo 1875
- Sir Charles Yorke 9 aprile 1875 – 20 novembre 1880
- Sir William Williams, I baronetto 14 maggio 1881 – 1881
- Sir Richard James Dacres 8 luglio 1881 – 6 dicembre 1886
- Robert Napier, I barone Napier di Magdala 6 gennaio 1887 – 1889